# Heute Xpress

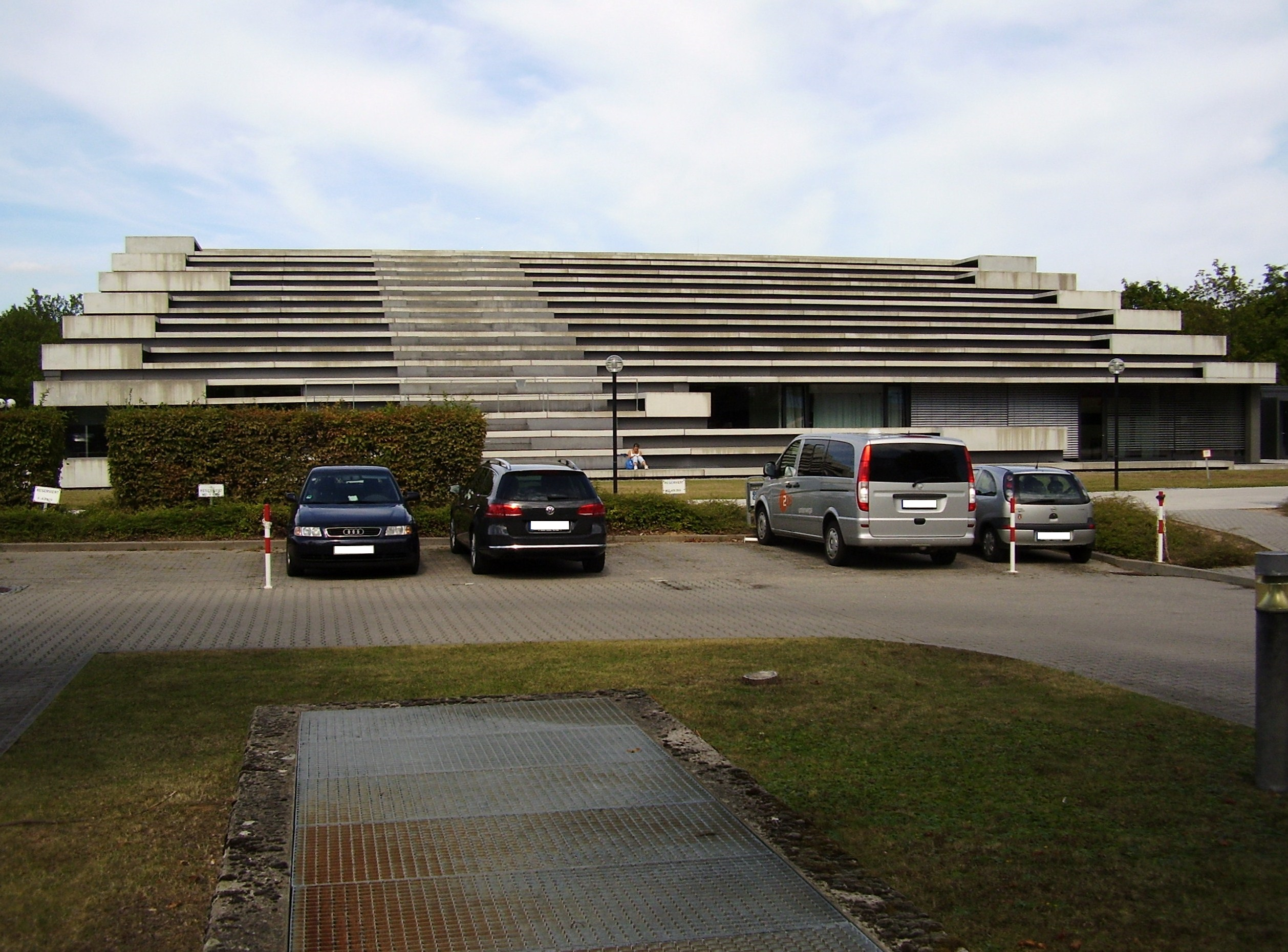
Das ZDF-Nachrichtenstudio in Mainz-Lerchenberg

heute Xpress ist ein crossmediales kurzes Nachrichtenformat, das im ZDF, in ZDFinfo, im Internet, über Social Media und im ZDFtext mehrmals täglich verbreitet wird.
Das Format wurde erstmals am 4. Juli 2015 im ZDF ausgestrahlt und ist mit einer Länge von rund zweieinhalb Minuten online und im Fernsehen zu sehen. Es fungiert als Ersatz für die früheren, unterschiedlichen heute-Kurzformate: die heute-Nachrichten im ZDF-Morgenmagazin und ZDF-Mittagsmagazin, heute um 9 Uhr und heute um 15 Uhr werktags, sowie morgens, mittags und spätabends am Wochenende.
heute 100sec auf ZDFinfo wurde bereits am 3. Juli 2015 durch heute Xpress abgelöst.

## Regelmäßige Ausgaben

### Montags bis freitags
- Wenn das ZDF das Morgenmagazin produziert, halbstündlich zwischen 5:30 Uhr und 8:30 Uhr
- 9:00 Uhr
- Bei ZDF-Produktion des Mittagsmagazins gegen 13:01 Uhr
- 15:00 Uhr

### Samstags
- 8:45 Uhr
- 10:25 Uhr
- 11:55 Uhr
- 15:10 Uhr
- 17:00 Uhr
- meist um 0:25 Uhr

### Sonntags
- 9:00 Uhr
- 11:55 Uhr
- 15:40 Uhr
- nach Mitternacht

### Online-Ausgaben
Online werden ein- bis zweiminütige Nachrichtenüberblicke auf zdf.de, zdfheute.de und in der ZDFheute-App, aber auch bei Drittanbietern wie faz.net und zeit.de angeboten.

## Moderatoren

### Derzeitige Moderatoren
| Moderator                      | Einstieg | Bemerkung        |
| ------------------------------ | -------- | ---------------- |
| Karsten Pachollek              | 2015     |                  |
| Pinar Tanrikolu                | 2015     |                  |
| Jessica Zahedi                 | 2015     |                  |
| Maja Weber                     | 2016     |                  |
| Christopher Wehrmann           | 2016     |                  |
| Sara Bildau                    | 2021     |                  |
| Antoine Kurschilgen            | 2021     |                  |
| Moritz Neuß                    | 2022     |                  |
| Farah Schlink                  | 2022     |                  |
| Philip Wortmann                | 2023     |                  |
| Marc Burgemeister              | 2023     |                  |
| Barbara Parente                | 2025     |                  |
| Kay-Sölve Richter              | 2015     | vertretungsweise |
| Carsten Rüger                  | 2015     | vertretungsweise |
| Ralph Szepanski                | 2015     | vertretungsweise |
| Gundula Gause                  | 2015     | vertretungsweise |
| Christina von Ungern-Sternberg | 2017     | vertretungsweise |

### Ehemalige Moderatoren
| Moderator         | Einstieg | Ausstieg |
| ----------------- | -------- | -------- |
| Franziska Fischer | 2015     | 2016     |
| Normen Odenthal   | 2015     | 2016     |
| Yasmin Parvis     | 2015     | 2016     |
| Eric Marr         | 2015     | 2022     |
| Eva-Maria Lemke   | 2016     | 2016     |
| Brigitte Bastgen  | 2016     | 2017     |
| Aline Abboud      | 2016     | 2021     |
| Barbara Hahlweg   | 2016     | 2020     |
| Andreas Klinner   | 2016     | 2019     |
| Friederike Emrich | 20172022 | 20172022 |
| Mitri Sirin       | 2018     | 2021     |
| Heinz Wolf        | 2020     | 2023     |
| Hanna Zimmermann  | 2022     | 2023     |